# Le Trône de feu
Pour les articles homonymes, voir Trône (homonymie).
Cet article concerne le film germano-italien. Pour le roman de Rick Riordan, voir Le Trône de feu (roman).
Ne doit pas être confondu avec Le Trône de fer.
Pour plus de détails, voir Fiche technique et Distribution.
Le Trône de feu (The Bloody Judge) est un film germano-italo-espagnol réalisé par Jesús Franco, sorti en 1970.

## Synopsis
Après la mort du roi Charles II (1685) George Jeffreys, qui dirige la justice en Angleterre, essaie de consolider le règne du nouveau monarque, le roi Jacques II, en persécutant impitoyablement ceux qui sont accusés d’être des rebelles et des adversaires du nouveau roi, et il déchaine une chasse aux sorcières brutale.
C’est un fleuve de sang qu’il fait couler dans tout le royaume partout où il apparait. Ni le sexe, ni l’innocence ne l’arrêtent. Partout il voit de la trahison du danger, des activités subversives et des conspirations. Il torture et il assassiné, mais surtout il fait pendre encore et toujours plus. Pour lui, les rebelles qui n’acceptent pas le nouveau roi sont des ennemis de l’État, aussi bien que les femmes qui ne s’abandonnent pas à lui et que sur le champ il déclare sorcières. Le roi Jacob réclame le pouvoir absolu, à l’instar des rois de France, et il veut aussi restaurer le catholicisme en Angleterre - y compris par l’inquisition, la torture et le meurtre.
Sadique et avide de sang, Lord Jeffreys croit profondément que sa mission est juste et il utilise de plus en plus sa position pour forcer des jeunes femmes à se soumettre à lui et à les agresser sexuellement pour son propre plaisir. Celles qui le refusent sont torturées pour adoration de Satan et sorcellerie. Une de ses victimes est la belle et jeune Alicia Grey. Jeffrey la condamne à mort mais, avant qu’elle ne soit finalement exécutée, elle doit endurer les pires tortures les plus graves sur le chevalet et finalement succombe couverte de sang.
D’un autre côté Jeffreys semble avoir peur de la Mère Rosa, une diseuse de bonne aventure aveugle. Il croit au pouvoir de cette sorcière et redoute ses prophéties et les malédictions qu’elle pourrait lui lancer. En Marie, la sœur d’Alicia assassinée, Mère Rosa et Harry Selton, le fils du noble et respecté Lord Wessex, Jeffrey a trouvé de dangereux ennemis. Ils deviennent bientôt des conspirateurs et des adversaires acharnés de ce juge sanguinaire. Mary et Harry, qui se sont joints aux rebelles contre Jacques II, tombent amoureux. Enfin, les rebelles tombent dans les griffes de l’impitoyable juge. Pour sauver son amant, la blonde Mary est même prête à céder à ce juge diabolique. Surmontant sa répugnance, elle se déshabille devant lui et le laisse la toucher et l’humilier.
Enfin, le sort se retourne contre ce juge sanguinaire. Son plus grand soutien, le roi Jacques, est déposé en 1688, et par sa chute le juge Jeffreys perd lui aussi tout son pouvoir. Finalement, le juge sanguinaire[1] est jeté dans la Tour de Londres et condamné à mort. Dans la version allemande, il se tient debout sous la potence, et on lui met une corde autour du cou. Le même bourreau qui auparavant avait pris plaisir à torturer en son nom ordonne à un assistant de tenir la corde pendant que le grand tabouret sur lequel Jeffreys se tient s’effondre. Il se débat, puis la corde est relâchée et l’ancien juge tombe brutalement sur le plancher. Le bourreau lance un clin d’œil, et un autre assistant arrive avec une hache et frappe deux fois sur l’homme aux mains liées.

## Fiche technique
- Titre français : Le Trône de feu
- Titre original : The Bloody Judge
- Titre allemand : Der Hexentöter von Blackmoor
- Titre espagnol : El proceso de las brujas
- Titre italien : Il trono di fuoco
- Réalisation : Jesús Franco
- Scénario : Anthony Scott Veitch, d'après une histoire d'Harry Alan Towers
- Production : Harry Alan Towers
- Sociétés de production : Fénix Cooperativa Cinematográfica, Prodimex Film et Terra Filmkunst
- Musique : Bruno Nicolai
- Photographie : Manuel Merino
- Montage : Derek Parsons
- Décors : Jack Taylor
- Pays de production :  Allemagne de l'Ouest /  Espagne /  Italie /  Liechtenstein
- Format : Couleurs - 2,35:1 - Mono - 35 mm
- Genre : Historique, horreur
- Durée : 103 minutes
- Dates de sortie : 
  - Italie : 5 février 1970
  - Allemagne de l'Ouest : 5 juin 1970
  - Espagne : 24 mai 1971
  - France : 14 juin 1973

## Distribution
- Christopher Lee (VF : Roger Rudel) : le juge George Jeffreys
- Maria Schell : Mère Rosa
- Leo Genn : le comte de Wessex
- Hans Hass Jr. : Harry Selton
- Maria Rohm : Mary Gray
- Margaret Lee : Alicia Gray
- Peter Martell : Barnaby
- Howard Vernon (VF : lui-même) : Jack Ketch
- Milo Quesada : Satchel
- Diana Lorys : Sally Gaunt

## Autour du film
- Le tournage s'est déroulé au Portugal et en Espagne[1].
- Le personnage du comte de Wessex devait initialement être interprété par Dennis Price, mais ce dernier quitta le projet à la dernière minute et fut remplacé par Leo Genn. Dennis Price est néanmoins toujours crédité sur certaines affiches et autres matériels publicitaires.
- L'actrice Maria Rohm est l'épouse d'Harry Alan Towers, le producteur du film.
- Avec Le Trône de feu, Jesús Franco retrouve nombre de comédiens qu'il avait déjà dirigés. Il y a bien entendu l'habituel acteur suisse Howard Vernon, avec qui il tourna près d'une quarantaine de films, mais également l'actrice Maria Schell, qu'il avait déjà dirigée en 1969 dans L'Amour dans les prisons des femmes, ou encore Christopher Lee, qu'il a entre autres dirigé dans The Blood of Fu Manchu (1968), Les Inassouvies (1970), Les Nuits de Dracula (1970), Dark Mission (Les fleurs du mal) (1988) ou La Chute des aigles (1989).
- Pour son film, Jesús Franco reconnaît s'être inspiré de La Tour de Londres, film américain réalisé par Rowland V. Lee en 1939.
- Selon les pays, le film a connu de nombreux montages et fins différentes.
- Dans la version allemande, pour la séquence où Lord Jeffreys caresse Mary Gray, une doublure main a manifestement remplacé Christopher Lee qui certifia à plusieurs reprises n'avoir jamais pris part à des scènes trop explicitement érotiques.
- Coproduction internationale, le film fut tourné en anglais.

## Autres titres
- Night of the Blood Monster (États-Unis)
- El juez sangriento (édition vidéo Espagne)